# کویولوک (کوزان)
کویولوک (به ترکی استانبولی: Kuyuluk) یک منطقهٔ مسکونی در ترکیه است که در قوزان (ترکیه) واقع شده‌است.